# آگنش دوبو
آگنش دوبو (مجاری: Ágnes Dobó؛ زادهٔ ۵ سپتامبر ۱۹۸۸) مدل اهل مجارستان است.
وی نفر اول رقابت‌های دوشیزه دنیا کشور مجارستان در سال ۲۰۱۰ شد و قرار بود به‌عنوان نمایندهٔ مجارستان در مسابقات نهایی جهانی آن شرکت کند؛ ولی به دلیل بروز سانحه و شکستگی ساعد و مچ دستش از این رقابت‌ها بازماند و نفر دوم مسابقات جای او را گرفت.